# Université de Tokushima
 (mars 2018).
Si vous disposez d'ouvrages ou d'articles de référence ou si vous connaissez des sites web de qualité traitant du thème abordé ici, merci de compléter l'article en donnant les références utiles à sa vérifiabilité et en les liant à la section « Notes et références ».
L'université de Tokushima (en japonais, 徳島大学, Tokushima Daigaku, abrégé en 徳大 Tokudai) est une université japonaise, à Tokushima.

## Personnalités liées
- Shuji Nakamura, étudiant, prix Nobel de physique 2014